# Yosep VI Audo
Yosep Audo (Alqosh, 1790 – Mosul, 14 marzo 1878) è stato eparca di Amadiya e patriarca della Chiesa caldea con il nome di Yosep VI.

## Biografia
Nativo di Alqosh, monaco nel monastero di Rabban Ormisda, fu ordinato sacerdote nel 1818. Nella contesa per il titolo patriarcale fra Giovanni Hormez di Mosul e Augustin Hindi di Diyarbakır, Yosep Audo parteggiò per quest'ultimo e, benché senza l'autorizzazione della Santa Sede, da lui fu ordinato eparca di Mosul in contrapposizione all'Hormez. Dopo la morte di Augustin Hindi (1830) ed il riconoscimento di Giovanni Hormez come patriarca dei Caldei, fu nominato vescovo di Amadiya. Alle dimissioni di Nikolas I Eshaya, la Congregazione di Propaganda Fide lo scelse come amministratore apostolico del patriarcato, fino alla sua elezione da parte del sinodo della Chiesa caldea il 28 luglio 1847; fu confermato da Roma l'11 settembre 1848. Morì a Mosul il 14 marzo 1878.
Durante il suo patriarcato, non mancarono momenti di tensione e di forti divergenze tra il patriarca e la Chiesa caldea da una parte e la Santa Sede dall'altra, momenti che papa Pio IX riassunse nell'enciclica Quae in patriarchatu del 1876.

## L'affare Rochos
Intorno al 1858 alcune missive inviate da sacerdoti Malabaresi dell'India sollecitavano da parte di Yosep Audo l'invio di vescovi caldei nel Malabar, nel tentativo di ripristinare un'antica consuetudine, interrotta però dal 1599: per secoli infatti la Chiesa indiana aveva ricevuto dalla Mesopotamia i propri vescovi. Le missive inoltre accusavano i missionari ed i vescovi latini indiani, da cui dipendeva la Chiesa cattolica malabarese. Yosep Audo si limitò ad informare Propaganda Fide delle lettere ricevute. Roma prese tempo, per vagliare soprattutto le critiche e le proteste contro i missionari latini. Questo non fece altro che inasprire la polemica e convinse il patriarca ad incoraggiare gli oppositori nelle loro richieste. Per questo motivo, nella primavera del 1860, Pio IX inviò il suo delegato apostolico in Mesopotamia a diffidare l'Audo dai suoi tentativi e «a non interessarsi più della regione Malabarica».
Ma Audo non diede ascolto alle proteste di Roma ed il 20 settembre 1860 ordinò vescovo un indiano, Thomas Rochos, il quale, tornato in patria, si presentò ai suoi fedeli come inviato del patriarca su esplicito comando della Santa Sede. Il suo arrivo e l'ordinazione illegittima di molti sacerdoti divise in due la Chiesa cattolica malabarese. Il papa allora convocò a Roma Yosep Audo (14 settembre 1861): «Lo rimproverammo apertamente per la grave mancanza, e gli comandammo di revocare immediatamente quel Vescovo Rokos, che egli aveva temerariamente introdotto in Malabar. Al Patriarca, che ubbidì, concedemmo il richiesto perdono e l'assoluzione dalle censure». Rochos nel 1862 fu scomunicato ed in seguito abbandonò l'India. Il 6 marzo 1865 giunse infine la risposta di Propaganda Fide alle missive iniziali: «Fu stabilito che non si doveva estendere la giurisdizione del Patriarca di Babilonia dei Caldei alla regione di Malabar». L'Audo si sottomise alle decisioni di Roma e l'affare sembrava concluso.

## La bollaCum ecclesiastica disciplina
Il 12 luglio 1867 la Santa Sede, con la lettera apostolica Reversurus, aveva introdotto alcune novità circa l'elezione dei vescovi e dei patriarchi nella Chiesa armeno-cattolica, che riguardavano soprattutto l'eliminazione dell'influenza dei laici nelle scelte episcopali e l'attribuzione a Roma della decisione ultima. Il 3 settembre 1868 Pio IX comunicò all'Audo che anche nella Chiesa caldea sarebbe stata introdotta questa riforma di disciplina ecclesiastica. Il patriarca si sottomise senza frapporre ostacoli, convinto che la nuova normativa sarebbe stata salutare per le Chiese orientali. L'adesione del patriarca parve a Roma inattesa e non del tutto convincente, visto che molti ambienti curiali lo giudicavano «docile... ma anche semplice e facile ad essere circuito». L'applicazione della norma alla Chiesa caldea fu differita di un anno.
Nel frattempo sorse un'altra questione. Le sedi di Amida e di Mardin erano rimaste vacanti. Benché non vincolato, Audo, seguendo le indicazioni della Reversurus, sottopose alla Santa Sede la doppia terna di nomi. Il 22 marzo 1869 il papa scelse Gabriel Farso per Amida e Pietro Timoteo Attar per Mardin; il patriarca propose di invertire le nomine, cosa che Roma accettò benevolmente.
Il 31 agosto 1869 fu infine resa pubblica la lettera apostolica Cum ecclesiastica disciplina con la quale si applicava alla Chiesa caldea la normativa già esistente per la Chiesa armeno-cattolica. La lettera non provocò uno scisma, come era avvenuto nella Chiesa armena, ma forti contrasti. Audo, che finora si era mostrato docile alle direttive romane, iniziò a sollevare dubbi sulla liceità delle nuove disposizioni, che minavano l'indipendenza della Chiesa caldea e sopprimevano antiche usanze; per dimostrare questi suoi dubbi, si rifiutò di consacrare i due nuovi vescovi di Amida e Mardin. Manifestò queste sue idee e disposizioni mentre era a Roma, con tutto l'espiscopato caldeo, per il Concilio Vaticano I. Ancora una volta Pio IX fu costretto a convocarlo in udienza privata e si ripeté la scena del 14 settembre 1861, ma questa volta lo scontro fu aperto: solo di fronte alla minaccia di dimissioni forzate, il patriarca si piegò e si decise a consacrare i due vescovi.
Sulla strada di ritorno verso la Mesopotamia, Audo si fermò a Costantinopoli dove, non solo strinse amicizia con gli oppositori armeni della Reversurus, ma tardò a riconoscere i dogmi del concilio appena concluso e si rifiutò di riconoscere l'Attar come vescovo di Amida, al punto che questi, stanco delle malversazioni cui era sottoposto, finì per dare le dimissioni. Pio IX allora, il 16 novembre 1872 scrisse una lunga lettera al patriarca: il pontefice espose i punti principali della costituzione dogmatica conciliare Pastor Aeternus sul primato papale, condannò ancora una volta lo scisma armeno, visto favorevolmente in Mesopotamia, ed invitò l'Audo a porre fine ai dissidi in seno al patriarcato.

## Lo scisma mellusiano
Mentre a parole il patriarca, ormai ultraottantenne, si mostrava sinceramente fedele a Roma, nei fatti contraddiceva le sue prese di posizione. Il 24 maggio 1874 infatti, violando le disposizioni della Cum ecclesiastica disciplina, consacrò vescovi quattro sacerdoti senza il consenso della Santa Sede. Uno di questi, Filippo, fu inviato in India assieme al vicario patriarcale, Elia Mellus, per rispondere a presunte sollecitazioni da parte della Chiesa cattolica siro-malabarese di avere vescovi dalla Mesopotamia. Così quello che sembrava un problema chiuso nel 1861, fu ripreso ora con più vigore. Inutili furono gli ammonimenti di Roma accompagnati da minacce di scomunica a tutti i protagonisti, ed inutile fu pure una lettera personale con cui Pio IX, il 15 settembre 1875, inviatava il patriarca a far ritornare in Mesopotamia i vescovi inviati in India. Nel frattempo Mellus e gli altri vescovi furono scomunicati dal vicario apostolico di Verapoly.
Poiché Audo ribadiva le sue pretese di giurisdizione sulla Chiesa del Malabar, la Santa Sede si decise a pubblicare l'enciclica Quae in patriarchatu (1º settembre 1876), con la quale: venne sospesa la giurisdizione del patriarca su tutte le diocesi affidate a vescovi consacrati illecitamente; fu minacciata la scomunica di Audo e la sua deposizione se non avesse ritrattato entro un mese dalla ricezione della lettera; stessa sorte sarebbe toccata ai vescovi illegittimi. L'enciclica fu consegnata al patriarca dal delegato apostolico il 22 gennaio 1877. Il vecchio patriarca cercò un compromesso, ma davanti all'inflessibilità del delegato apostolico, dovette cedere. Il 1º marzo 1877, in una lunga lettera a Pio IX, pur protestando la sua buona fede, si sottomise alle ordinanze romane: scrisse al Mellus di ritornare in patria, ritirò dalle sedi i vescovi da lui ordinati senza il previo consenso della Santa Sede, rinunciò per sempre alle pretese sul Malabar.

## Gli ultimi anni
Da questo momento le relazioni tra Mosul e Roma divennero tranquille e per certi versi cordiali. Ma la Chiesa caldea non era affatto rappacificata, poiché in molti rimproveravano al vecchio patriarca di essersi venduto a Roma, piegandosi alle sue pretese, tradendo la propria nazione; e cercarono anche di sostituirlo con un intruso, tale Ciriaco.
Ma i due protagonisti di aspre battaglie erano ormai vicini alla fine. Poco più di un mese dopo la morte del pontefice, anche Yosep Audo si spegneva: era il 14 marzo 1878. Nella relazione inviata in Vaticano dal vescovo Rochos, nel frattempo riconciliatosi con Roma, furono trascritte le ultime parole del patriarca:
(Martina, op. cit., vol. III, p. 107)

## Genealogia episcopale e successione apostolica
La genealogia episcopale è:
- Patriarca Yukhannan VIII Hormizd
- Vescovo Isaie Jesu-Yab-Jean Guriel
- Arcivescovo Augustin Hindi
- Patriarca Yosep VI Audo

La successione apostolica è:
- Vescovo Georges Augustin Bar-Chino (1848)
- Vescovo Ebed-Jesu-Thomas (Atanasio Tommaso) Dircho (1852)
- Vescovo Jerome-Paul Hindi (1852)
- Arcivescovo Benoit Planchet, S.I. (1853)
- Arcivescovo Jerome-Simon Sindjari (1853)
- Arcivescovo Yohannan Tamraz (1854)
- Arcivescovo Pierre-Michel Bar-Tatar (1858)
- Vescovo Emmanuel Asmar (1859)
- Patriarca Audishu V Khayyat (1860)
- Arcivescovo Thomas Rokuss (1860)
- Vescovo Jean-Élie Mellus, O.S.H. (1864)
- Arcivescovo Pierre-Timothee Attar (1870)
- Vescovo Gabriel Farzo (1870)
- Patriarca Eliya XIV Abulyonan (1874)
- Arcivescovo Matthieu-Paul Chammina (1874)
- Vescovo Cyriaque-Georges Goga (1875)
- Vescovo Philippe-Jacques Abraham, O.A.O.C. (1875)